# Marvel Apes
Marvel Apes — ограниченная серия комиксов, которую в 2008 году выпускала компания Marvel Comics.

## Синопсис
Мартин Бланк, он же Гиббон, и Фиона Фитцхью попадают в альтернативную вселенную, населённый разумными обезьянами.

### Выпуски
| № | Дата выхода      | Оценка на Comic Book Roundup   | Предполагаемый объём продаж (первый месяц) |
| - | ---------------- | ------------------------------ | ------------------------------------------ |
| 0 | 10 декабря 2008  | н/д                            | 10 803, позиция в Северной Америке — 207   |
| 1 | 3 сентября 2008  | 4,3 из 10 на основе 3 рецензий | 33 672, позиция в Северной Америке — 66    |
| 2 | 17 сентября 2008 | 6,7 из 10 на основе 2 рецензий | 29 875, позиция в Северной Америке — 77    |
| 3 | 1 октября 2008   | 5,8 из 10 на основе 3 рецензий | 24 506, позиция в Северной Америке — 114   |
| 4 | 29 октября 2008  | н/д                            | 21 440, позиция в Северной Америке — 128   |

### Сборники
| Название    | Тип              | Дата выхода     | Собранный материал | Кол-во страниц | ISBN                      | Предполагаемый объём продаж (первый месяц) |
| ----------- | ---------------- | --------------- | ------------------ | -------------- | ------------------------- | ------------------------------------------ |
| Marvel Apes | Твёрдый переплёт | 29 апреля 2009  | Marvel Apes #0-4   | 136            | 9780785139140, 0785139141 | 612, позиция в Северной Америке — 271      |
| Marvel Apes | Мягкая обложка   | 21 февраля 2010 | Marvel Apes #0-4   | 176            | 9780785132646, 0785132643 | н/д                                        |

## Отзывы
На сайте Comic Book Roundup серия имеет оценку 5,6 из 10 на основе 8 рецензий. Дэниул Краун из IGN дал первому выпуску 4,9 балла из 10 и не был от него в восторге. Дуг Завиша из Comic Book Resources, обозревая дебют, похвалил художника Бахса. Джоуи Дэвидсон из Comics Bulletin поставил первому выпуску 3 «пули» из 5 и написал, что если у покупателя нет лишних денег, то ему не стоит брать этот комикс, однако если они у него есть, и он любит обезьян, то может попробовать почитать его.